# Boris Jewsejewitsch Gusman

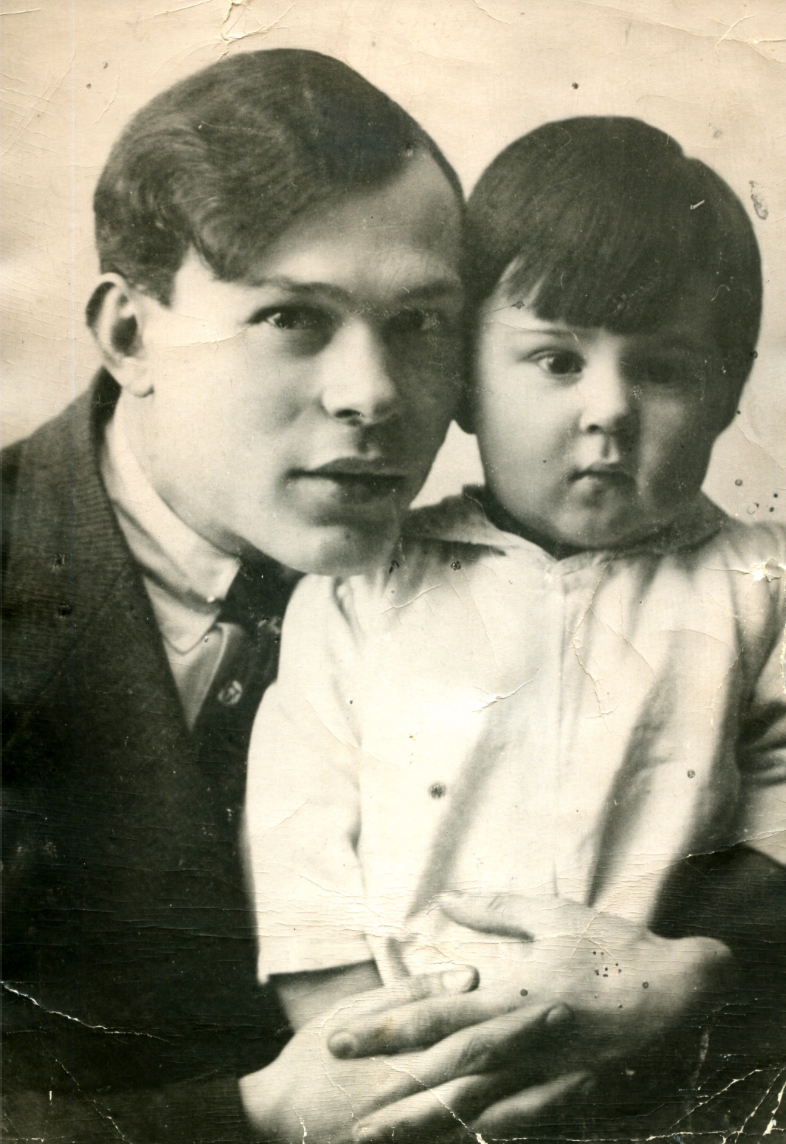
Boris Gusman mit seinem Sohn Israel

Boris Jewsejewitsch Gusman (russisch Борис Евсеевич Гусман; 16. Dezember 1892 in Astrachan – 3. Mai 1944 in Woschajol, Republik Komi) war ein sowjetischer Journalist und Schriftsteller.
Als stellvertretender Direktor des Bolschoi-Theaters und späterer Rundfunkdirektor, spielte Gusman eine wichtige Rolle in der Verbreitung von Sergei Prokofjews Werken in der Sowjetunion und international. Gusman wurde während der Stalinschen Säuberungen Ende der 30er Jahre verhaftet. Er starb 1944 in einem Arbeitslager.

## Filmografie als Drehbuchautor
- 1929: Der lebende Leichnam (Schiwoi trup)
- 1929: Wesjolaja kanareika
- 1936: O strannostjach ljubwi